# Оранчиці (станція)
Оранчиці (біл. Аранчыцы) — залізнична станція Берестейського відділення Білоруської залізниці на лінії Барановичі — Берестя. Розташована між селами Линове і Оранчиці Пружанського району Берестейської області; поміж зупинними пунктами Прилуччине і Ткачі.